# Alfred Bisanz

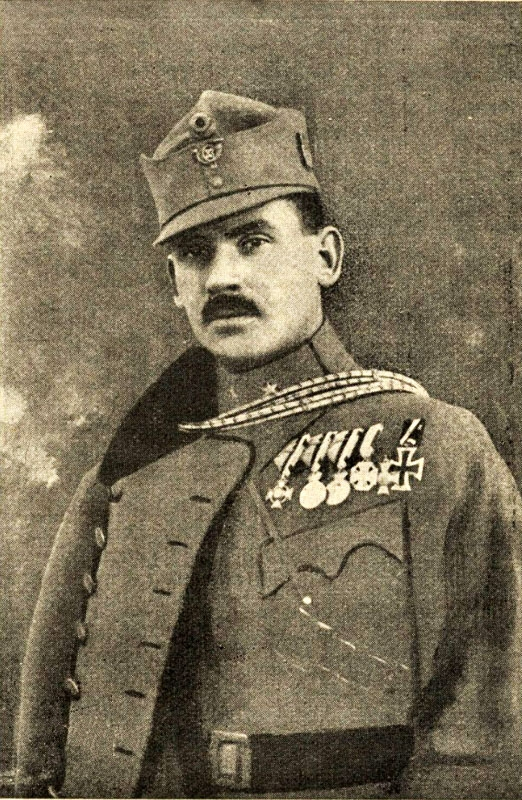
Alfred Bisanz (vor 1929, Urheberrechte unklar)

Alfred Bisanz, ukrainisch Альфред Бізанц, (geboren 15. November 1890 in Przemyśl, Galizien, Österreich-Ungarn; gestorben 1. Oktober 1951 in Moskau) war ein österreichischer Berufssoldat und ukrainischer Politiker und Soldat.

## Leben
Bisanz war der Sohn deutschsprachiger Eltern, die unter ihren Vorfahren hugenottische Kolonisten hatten. Er trat 1906 als Kadett in die österreichische Armee ein und nahm am Ersten Weltkrieg teil, zuletzt im Rang eines Obersts. Nach der Niederlage der Mittelmächte suchte er, wie andere Offiziere, eine neue Betätigung. Im Polnisch-Ukrainischen Krieg 1918/19 war er stellvertretender Kommandeur und Chef des Stabes der Lemberger 7. Brigade der Ukrainischen Armee der West-Ukrainischen Volksrepublik. Er war einer der Organisatoren der Tschortkiw-Offensive im Juni 1919 und wurde nach ihrem temporären Erfolg zum ukrainischen Oberst befördert. Nach der Eroberung des Territoriums durch die sowjetrussische Rote Armee im Januar 1920 und der Ausrufung der Ukrainischen Volksrepublik wurde er Kommandeur einer Brigade in der Roten Armee. 1920 nahm er auf Seiten der Sowjets am Polnisch-Sowjetischen Krieg teil, der allerdings damit endete, dass Galizien polnisch wurde. In den Folgejahren zog Bisanz sich auf sein Landgut zurück, das nunmehr im polnischen Galizien lag.
Nach der deutschen Eroberung Polens 1939 und der Teilung Polens zwischen dem Deutschen Reich und der Sowjetunion verließ Bisanz zusammen mit der deutschen Wehrmacht das an die Sowjets übergebene Lemberg. Er wurde im besetzten Polen von den Deutschen in die Verwaltung des Generalgouvernements berufen. Dort leitete er das „Referat für ukrainische Fragen“ in der „Abteilung für Bevölkerungswesen und Inneres“. Außerdem wurde er von der Volksdeutschen Mittelstelle bei der mit der UdSSR vereinbarten Aussiedlung der Galiziendeutschen eingesetzt.
Nach Ausbruch des  deutsch-sowjetischen Krieges 1941 kehrte er in das nun erneut deutsch besetzte Lemberg zurück. Er übermittelte einen Appell von ehemaligen österreichisch-ukrainischen Offizieren um Andrij Melnyk (1890–1964) an Hitler für die Aufstellung einer ukrainischen Brigade auf deutscher Seite.
Galizien wurde in die Verwaltung des Generalgouvernements als Distrikt Galizien eingegliedert und in Kreishauptmannschaften unterteilt. Bisanz wurde in der Distriktsverwaltung unter dem Gouverneur Otto Wächter Leiter der ukrainischen Abteilung und unter dem Chef der Inneren Verwaltung Otto Bauer Leiter der Unterabteilung „Bevölkerungswesen und Fürsorge“. Am 20. Mai 1941 beantragte Bisanz die Aufnahme in die NSDAP und wurde rückwirkend zum 1. Januar desselben Jahres aufgenommen (Mitgliedsnummer 8.691.487). Im Januar 1942 sollte er im von den Deutschen okkupierten Landkreis Bielitz ein 175 Hektar großes Landgut erhalten, das auf Weisung von Fritz Arlt noch in ein 262 Hektar großes, aus polnischem Besitz stammendes Gut in Rudze getauscht wurde. Bisanz erwarb dieses vorher von der „Reichsgesellschaft für Landbewirtschaftung in den eingegliederten Ostgebieten“ bewirtschaftete Gut im November 1944.
In der Distriktsverwaltung war das „Referat für das Bevölkerungswesen und Fürsorge“ neben dem Polizeidezernat für die sogenannte Umsiedlung der Juden zuständig, in Wirklichkeit ihre Vernichtung. Anordnungen an die Judenräte der ghettoisierten Bevölkerung wurden auch von Bisanz, zum Beispiel am 26. März 1942, unterzeichnet. Ab Juni 1942 war sein Referat offensichtlich nur noch für die Aufrechterhaltung der sogenannten Fürsorge nicht aber mehr für die Organisation der Deportationen zuständig. Gleichwohl informierte sich der Abteilungsleiter „Bevölkerungswesen und Fürsorge“ in der Krakauer Regierung des Generalgouvernements Lothar Weirauch im September 1942 über die sogenannten Judenaktionen im Distrikt persönlich bei Bisanz. Im Juni 1943 stellte er in Lemberg die Mitglieder des Ukrainischen Hauptausschusses und die Mitglieder des Ukrainischen Wehrausschusses dem Generalgouverneur Hans Frank vor.
1943 wechselte Bisanz im Rang eines SS-Sturmbannführers (Major) als Leiter des galizischen Wehrausschusses in den Stab der Galizischen SS-Division. Bisanz begleitete den Gouverneur Wächter bei Dienstfahrten, so bei einer Fahrt durch den Distrikt am 9. April 1944.
Bei Kriegsende floh Bisanz nach Wien. In der von den vier Siegermächten besetzten Stadt wurde er 1946 im sowjetischen Sektor vom NKWD festgenommen und in die Sowjetunion deportiert. Die Umstände seiner Festnahme, sein Prozess und sein weiteres Schicksal sind nicht aufgeklärt, er starb wahrscheinlich 1951 im Moskauer Gefängnis Lubjanka.